# 1 E5 m
1 E5 mは、105 m - 106 m の長さのリスト。
- 100 km 未満

| 値               | 説明                                                                           |
| ---------------- | ------------------------------------------------------------------------------ |
| 100 km           | 62 マイル                                                                      |
| 100 km           | 面積10,000 km2の正方形の一辺                                                   |
| 100 km           | 面積31,416 km2の円の半径                                                       |
| 100 km           | 宇宙空間は地上から 100 kmを超える空間                                          |
| 108 km           | CTRL〈Channel Tunnel Rail Link〉（英仏海峡トンネルとその前後の鉄道路線）の延長 |
| 111 km           | 地球楕円体面上における緯度1度に相当する平均的な子午線弧長                      |
| 130 km           | スカッドA（ソ連の弾道ミサイル）の射程                                          |
| 189 km           | アマルテア（木星の衛星）の直径                                                 |
| 203 km           | ソグネ・フィヨルド（世界一長いフィヨルド）の長さ                               |
| 213 km           | パリのメトロの総延長                                                           |
| 220 km           | フェーベ（土星の衛星）の直径                                                   |
| 223 km           | マドリード地下鉄の総延長                                                       |
| 225.9 km         | トライアスロンのアイアンマンの総距離（スイム3.8km、バイク180km、ラン42.195km） |
| 240 km           | イギリス海峡の最も広い部分の幅                                                 |
| 259 km           | 東京－名古屋間の測地線長                                                       |
| 290 km           | 東京の地下鉄の総延長（東京メトロ183 km、都営地下鉄107 km）                     |
| 100 - 400 km以上 | オーロラと地表との距離                                                         |
| 300 km           | スカッドB（ソ連の弾道ミサイル）の射程                                          |
| 340 km           | ネレイド（海王星の衛星）の直径                                                 |
| 350 km           | 低軌道（低位の衛星軌道）の高度の下限（高度の幅は350 - 1,400 km）               |
| 367 km           | 信濃川（日本最長の川）の全長                                                   |
| 386 km           | 国際宇宙ステーションの軌道高度                                                 |
| 396 km           | 東京－大阪間の測地線長                                                         |
| 408 km           | ロンドン地下鉄の総延長                                                         |
| 420 km           | プロテウス（海王星の衛星）の直径                                               |
| 430 km           | ピレネー山脈の長さ                                                             |
| 470 km           | ダブリン－ロンドン間の測地線長                                                 |
| 472 km           | ミランダ（天王星の衛星）の直径                                                 |
| 500 km           | スウェーデンの最も広い東西の幅                                                 |
| 468.3 - 530.0 km | 小惑星ベスタの直径                                                             |
| 515.4 km         | 東海道新幹線の実延長（東京駅－新大阪駅間。営業キロは589.5 km）                 |
| 550 km           | サンフランシスコ－ロサンゼルス間の測地線長                                     |
| 553.7 km         | 山陽新幹線の実延長（新大阪駅－博多駅間。営業キロは644.0 km）                   |
| 560 km           | ボルドー－パリ間の距離。かつての最も長い1日間の自転車レース                    |
| 565.4km          | 国道1号（東京都－大阪市間）の長さ                                              |
| 590 km           | フィンランドとスウェーデンの間の陸上の国境の長さ                               |
| 600 km           | ハッブル宇宙望遠鏡の軌道高度                                                   |
| 600 km           | スカッドC（ソ連の弾道ミサイル）の射程                                          |
| 656 km           | 鹿児島市－那覇市間の測地線長                                                   |
| 673.8 km         | 山陰本線の営業キロ（京都駅－幡生駅間、本線のみ。日本一長い鉄道路線）           |
| 674.9 km         | 東北新幹線の実延長（東京駅－新青森駅間。営業キロは713.7 km）                   |
| 679.5 km         | 東北自動車道（日本最長の高速道路）の長さ                                       |
| 700 km           | スカッドD（ソ連の弾道ミサイル）ミサイルの射程                                  |
| 739.2 km         | 東北本線のかつての営業キロ（東京駅－青森駅間、本線のみ）                       |
| 743.7 km         | 国道4号（東京都－青森市間。日本最長の国道）の長さ                              |
| 804.672 km       | 自動車レースインディ500の距離（500マイル）                                     |
| 831 km           | 東京－札幌間の測地線長                                                         |
| 871 km           | ヒュームハイウェイ（Hume Highway。シドニー－メルボルン間）の長さ               |
| 881 km           | 東京－福岡間の測地線長                                                         |
| 952.4 km         | 準惑星ケレス（セレス）の直径                                                   |

- 1000 km 以上